# Berkrerk Chartvanchai
Berkrerk Chartvanchai (* 25. Oktober 1944 in Bangkok, Thailand; † 7. März 2022) war ein thailändischer Boxer im Fliegengewicht.

## Profikarriere
Im Jahre 1966 begann er erfolgreich seine Profikarriere. Am 5. April 1970 boxte er gegen Bernabe Villacampo um die WBA-Weltmeisterschaft und gewann durch geteilte Punktrichterentscheidung. Diesen Gürtel verlor er allerdings bereits in seiner ersten Titelverteidigung im Oktober desselben Jahres an Masao Oba durch Knockout.  
Im Jahre 1973 beendete er seine Karriere.